# Adolf Wurm
Adolf Wurm (Gunzburgo, 26 de octubre de 1886-Wurzburgo, 24 de noviembre de 1968) fue un geólogo y paleontólogo alemán.

## Vida
En 1913 consiguió su habilitación en la Universidad de Heidelberg por su colaboración en el conocimiento del Triásico ibérico y balear. En 1929 fue profesor de geología y mineralogía y director de la facultad de geología en la Universidad de Wurzburgo.
En 1923 descubrió los fósiles más antiguos de Baviera (en aquellos años, los más antiguos de Alemania) en Presseck, en la Selva de Franconia: unos trilobites del Cámbrico de una antigüedad de unos 515 Ma. También describió los fósiles de Panthera leo fossilis de 3,6 m de largo y 600 000 años de antigüedad del arenero de Grafenrain, en Mauer, donde también apareció la Mandíbula de Mauer, perteneciente a Homo heidelbergensis. Realizó otros hallazgos en esos sedimentos, entre ellos un fósil de rinoceronte. También descubrió yacimientos de peces fósiles en Grecia.
Fue miembro de la Geologischen Vereinigung desde el año de su fundación (1910), y desde 1940 miembro de la Academia de Ciencias de Baviera.

## Reconocimientos
En 1959 la Geologischen Vereinigung le nombró miembro honorífico. En 1950 recibió la Medalla Hans Stille, y el 23 de junio de 1962 recibió la Orden del Mérito de Baviera.

## Obra
- Geologischer Führer durch Fichtelgebirge und Frankenwald (1925)
- Das Fichtelgebirger Algonkium und seine Beziehungen zum Algonkium Mitteleuropas (1932, junto a Paul Dorn)
- Die Kordillere in Südamerika (1942)
- Geologie von Bayern (1961)
- Frankenwald, Fichtelgebirge und Nördlicher Oberpfälzer Wald (1962)